# Ferdinand Knab
Ferdinando Knab (Würzburg, 12 giugno 1837 – Monaco di Baviera, 3 novembre 1902) è stato un pittore tedesco.

## Biografia

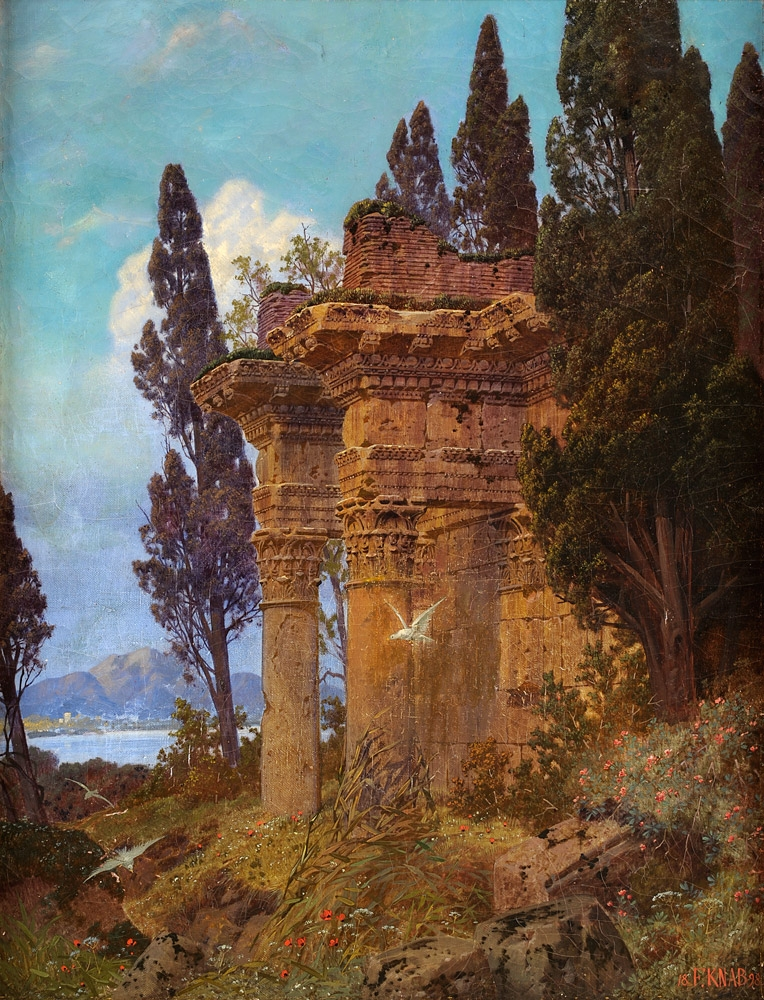
Ferdinand Knab, Ruinenlandschaft (1898)

Knab fu inizialmente allievo di Heideloff a Norimberga, con il quale fu praticamente impiegato nel settore edile per due anni; si recò poi a Monaco, nel 1859, per dedicarsi alla pittura architettonica. Fu anche allievo di Arthur von Ramberg e di Piloty. 
Nel 1868 si recò in Italia. Al suo ritorno in Germania, continuò a preferire comunque le suggestioni e i modelli di quel paese. Nel frattempo, fu impegnato nei lavori del giardino d'inverno del re Ludovico II della residenza di Monaco e del castello di Linderhof. Knab creò anche otto immagini per il padiglione reale alla stazione ferroviaria di Monaco. Nel 1870 gli fu commissionata la scenografia del "Flauto magico" di Mozart all'Opera di Corte.
I suoi quadri si distinguono per la loro concezione poetica. Essi inoltre, di solito, subordinano i motivi architettonici a quelli paesaggistici. Knab amava, in particolare, le atmosfere serali colorate che proiettavano la loro magia su rovine e possenti gruppi di alberi. I suoi acquerelli sono di particolare pregio. I "fogli illustrati di Monaco" contengono una serie di magnifici scorci basati sui disegni di Knab. Tra i suoi maggiori dipinti ci sono:
- Romanische Architektur (verlassener Klosterkirchhof, 1862)
- Römische Fragmente (1866)
- Römisches Grabmal (1866)
- Schloßruine aus der Renaissancezeit (1866)
- Im Park (1868)
- Klosterhof mit Brunnen (1868)
- Römische Landschaft (1872)
- Italienischer Schloßgarten (1873)
- Römische Thermen und Ruine in der Campagna